# Соршеле (община)
Община Соршеле (на шведски: Sorsele kommun) е разположена в лен Вестерботен, северна Швеция с обща площ 8012 km2 и население 2595 души (към 31 декември 2013). Административен център на община Соршеле е едноименния град Соршеле.